# YEnc
yEnc es un sistema de codificación de binario a texto para enviar archivos binarios dentro de los mensajes en Usenet o por email. Mejora el tamaño final con respecto a otras codificaciones basadas en ASCII al usar ASCII extendido. Si los bytes a codificar aparecen con la misma frecuencia de media, el tamaño final que yEnc suele producir es del 101–102% con respecto al tamaño del archivo inicial; comparado con el 133%–140% de otros métodos basados en 6-bits como uuencode o Base64. Inicialmente, yEnc fue desarrollado por Jürgen Helbing y su primera versión salió a principios de 2001. En 2003 yEnc ya se había convertido en el sistema de codificación estándar para archivos binarios en Usenet. El nombre yEncode es un juego de palabras que significa ¿Por qué codificar?, del inglés: "Why encode?". El nombre se debe a que el concepto inicial era codificar sólo si era absolutamente necesario para no romper el formato del mensaje.
Con un tamaño final más reducido, el mensaje puede ser entregado más rápido y requiere menos espacio de almacenamiento.
Una ventaja adicional de yEnc sobre otras codificaciones como uuencode y Base64, es la inclusión de una suma de verificación CRC para comprobar que el archivo descodificado haya sido trasmitido intacto.